# گیولاگاراک
گیولاگاراک (به ارمنی: Գյուլագարակ) یک روستا در ارمنستان است که در استان لوری واقع شده‌است.  در  کیلومتری شمال وانادزور، مرکز استان لوری واقع شده است.

## خصوصیات
گیولاگاراک ۲٬۲۹۰ نفر جمعیت دارد و ۱٬۳۶۰ متر بالاتر از سطح دریا واقع شده‌است.  در  کیلومتری شمال وانادزور، مرکز استان لوری واقع شده است.

## نگارخانه

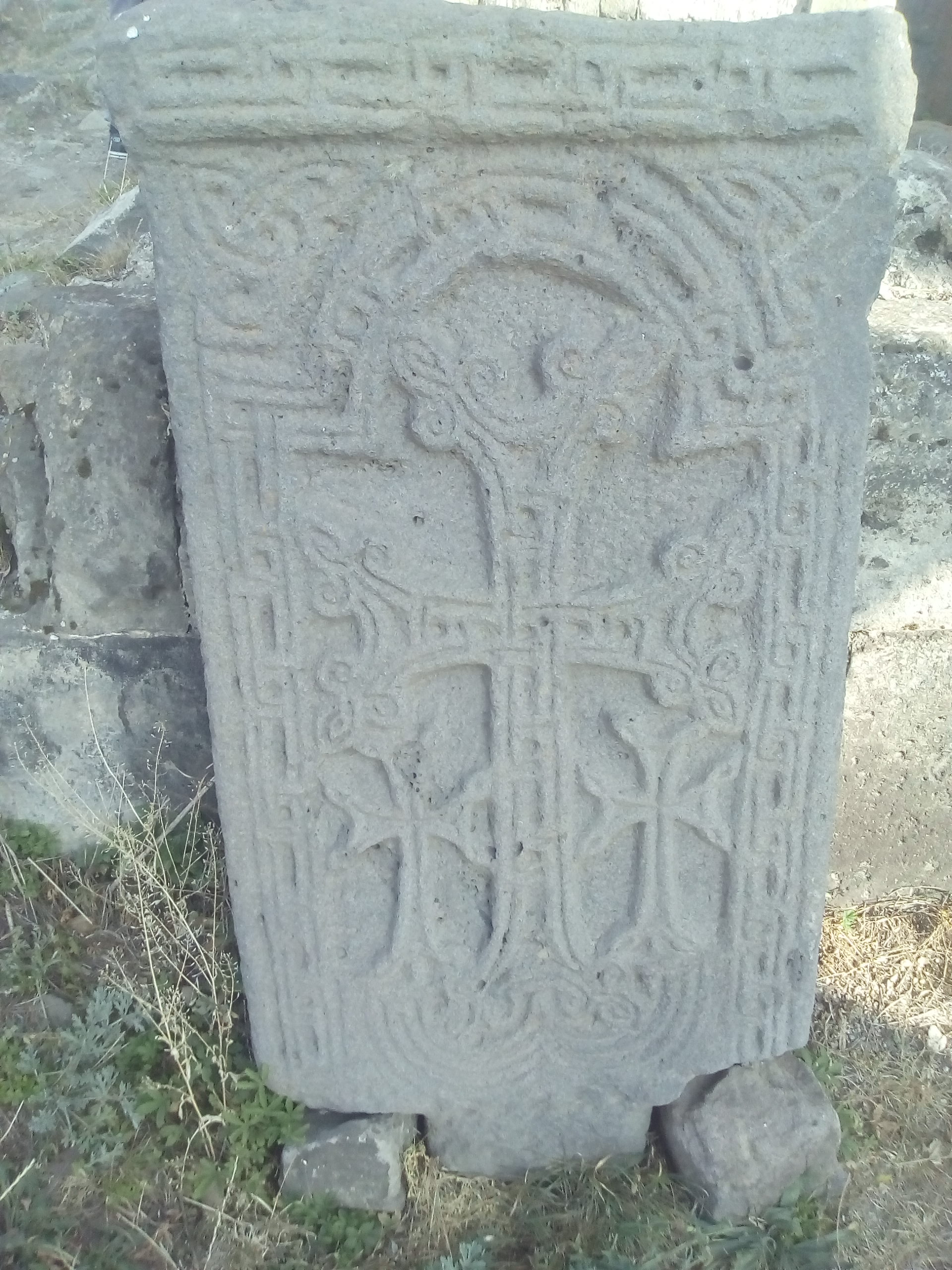
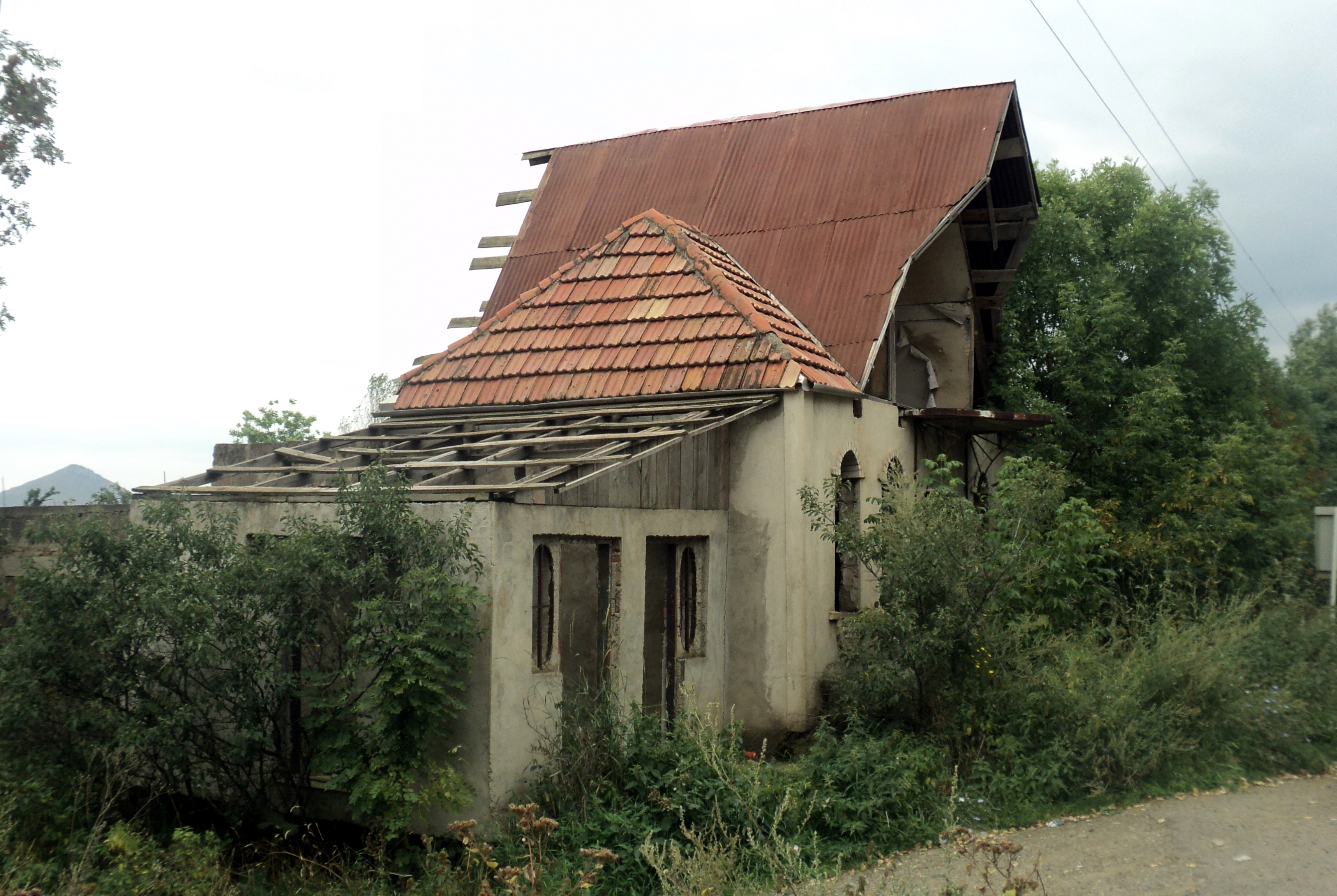
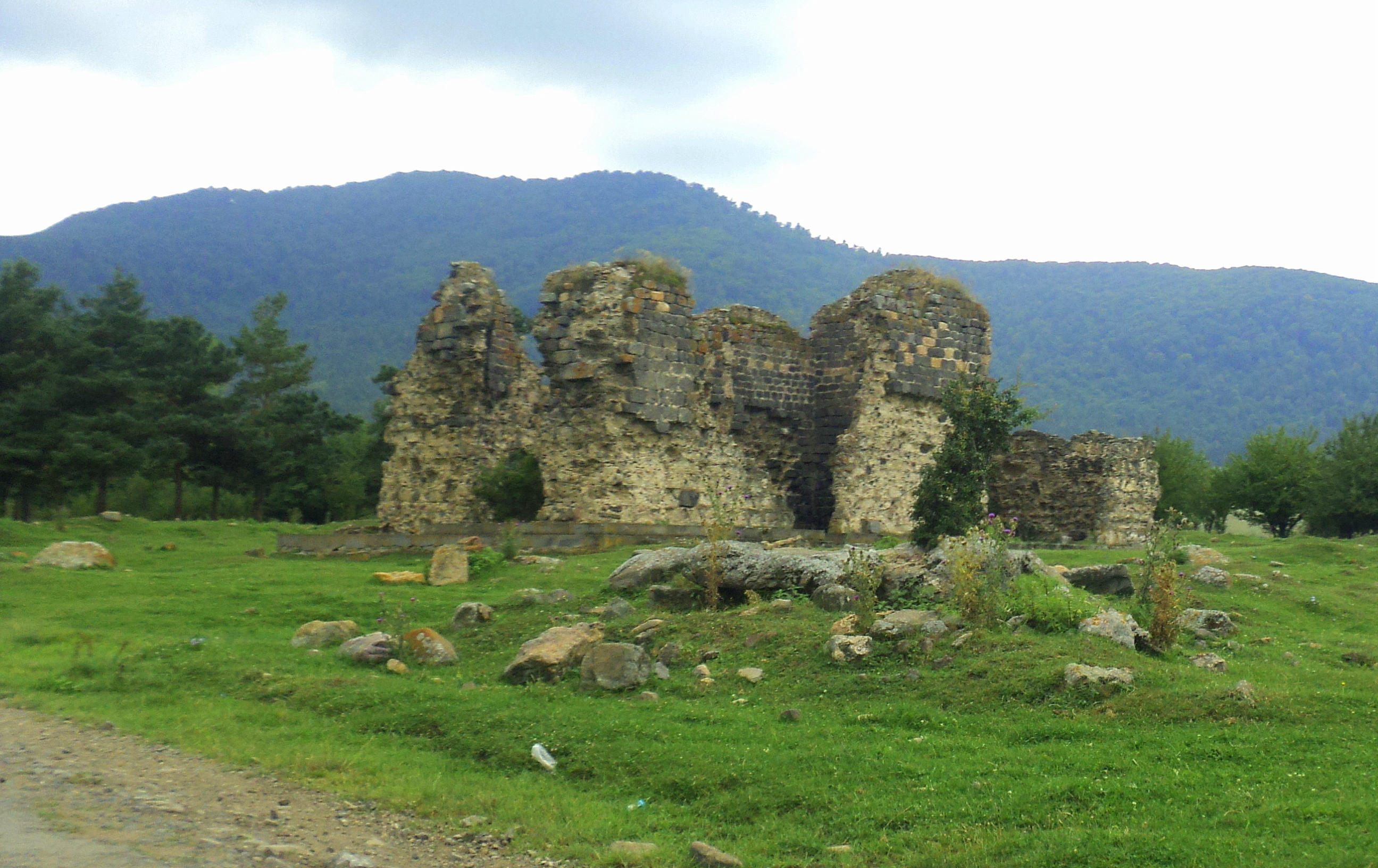
کلیسای دورماک
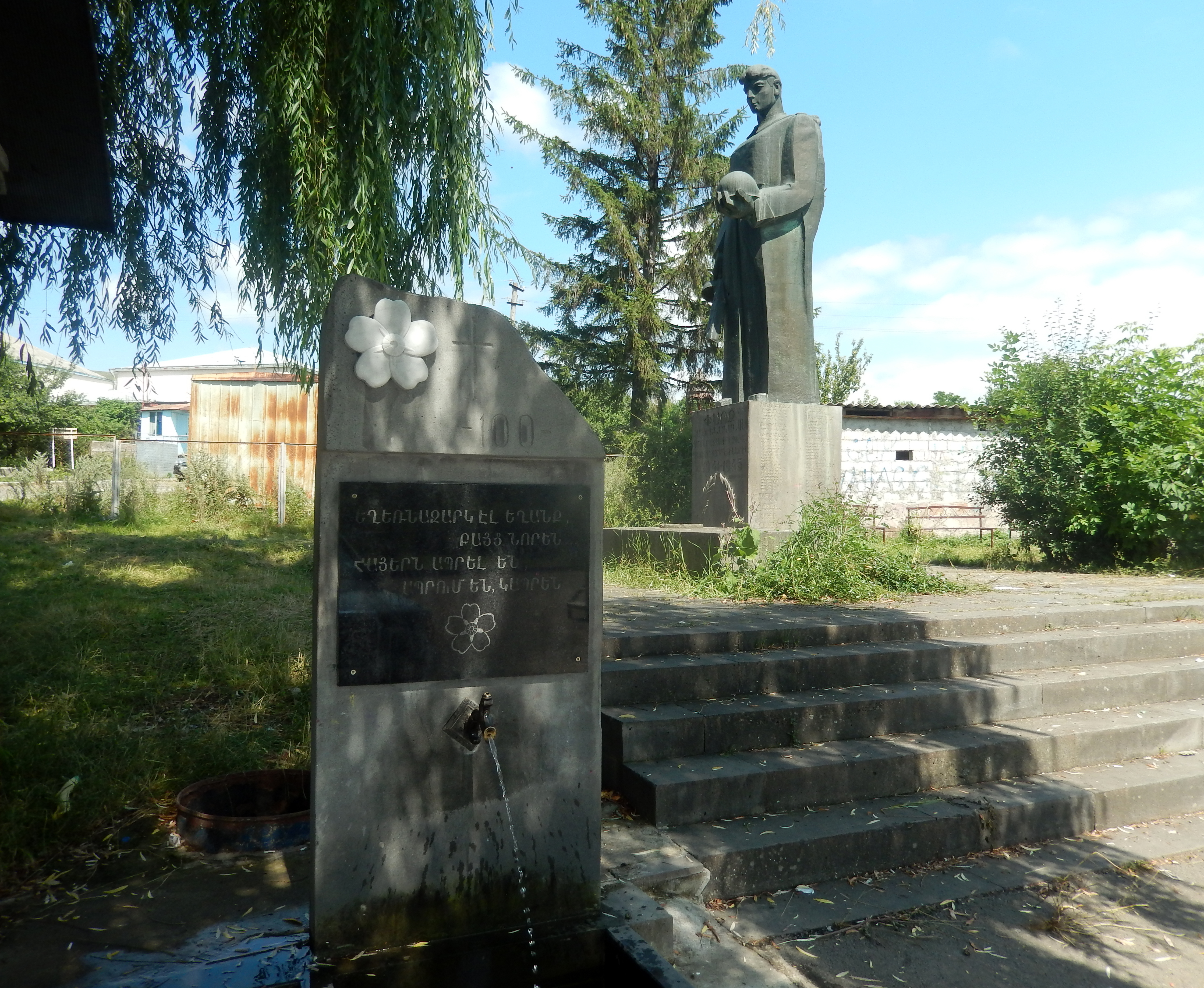
Հուշակոթող` Երկրորդ աշխարհամարտում զոհվածներին
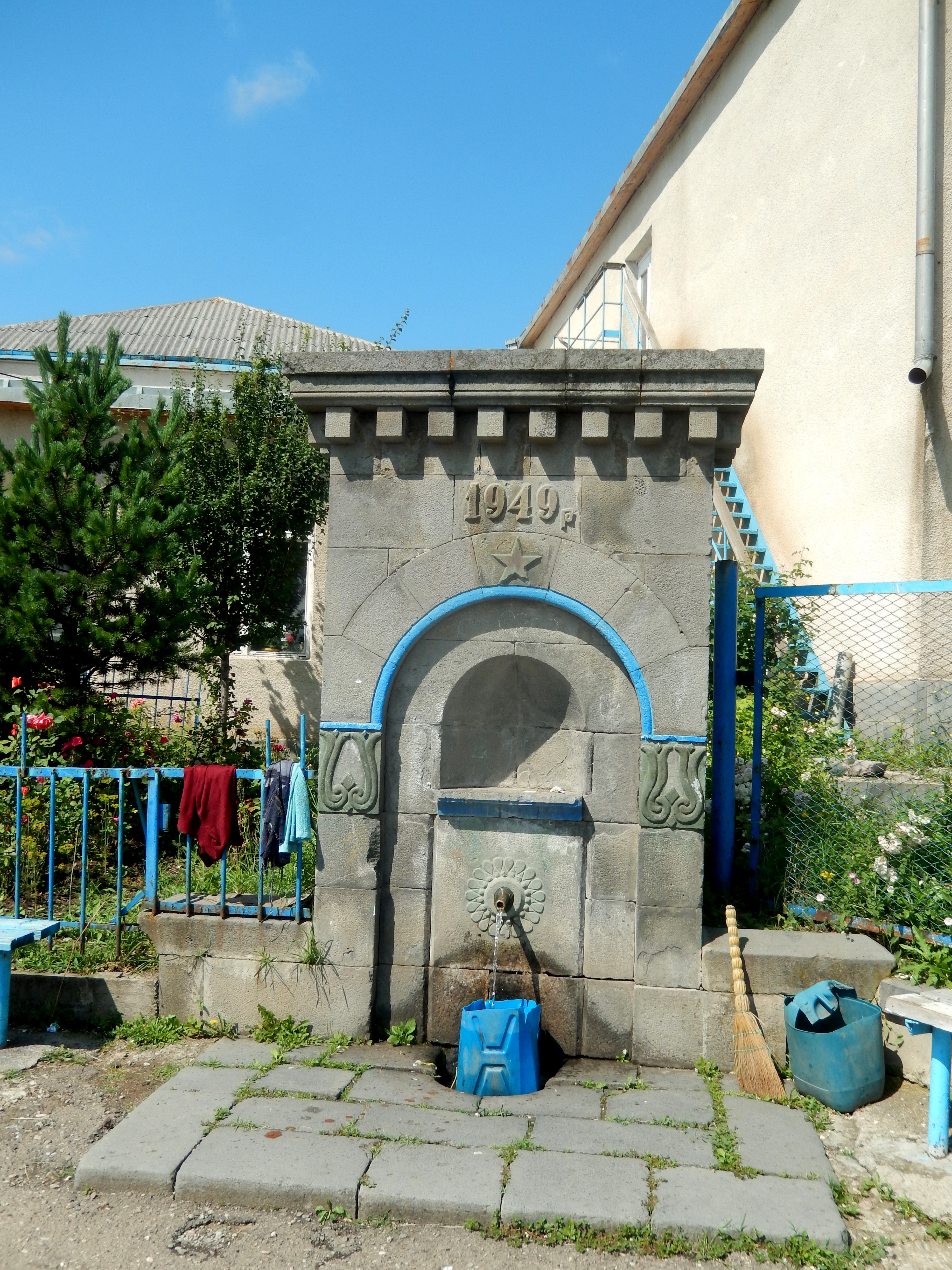
Հուշաղբյուր` Երկրորդ աշխարհամարտում զոհվածներին («چشمه زمان»)
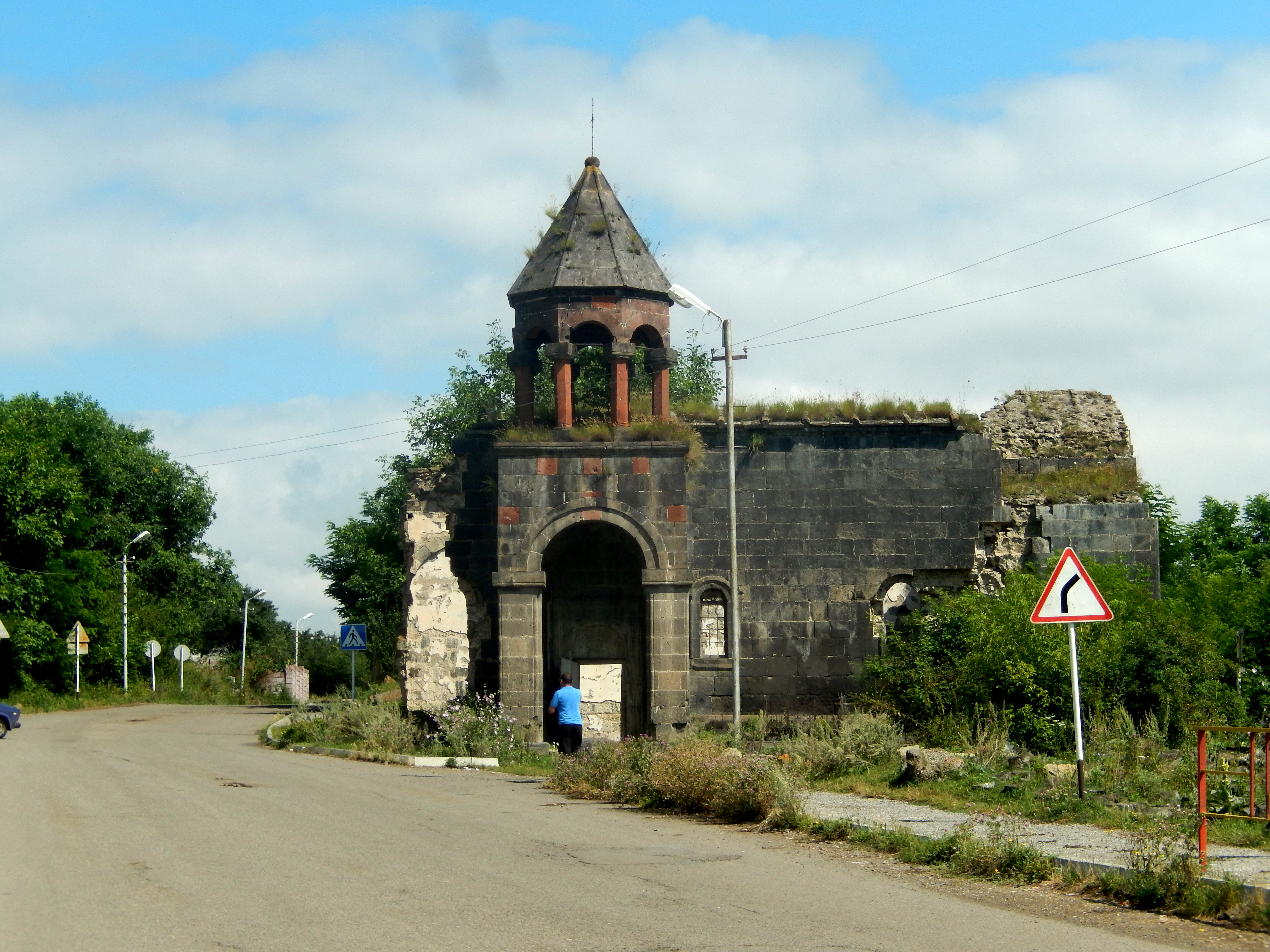
کلیسای داخل روستا
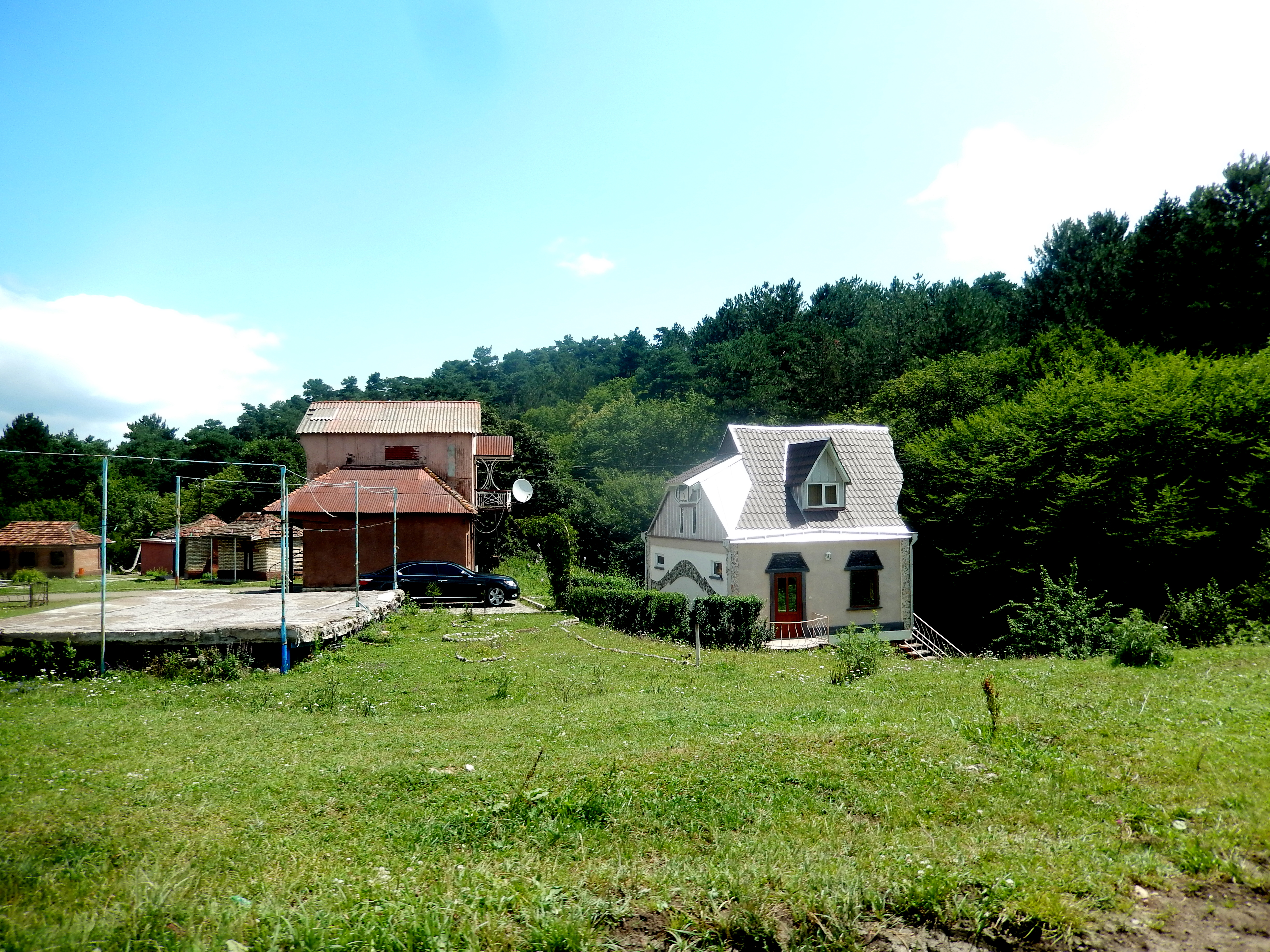